# Axel von Werder
Axel von Werder (* 1956) ist ein deutscher Betriebswirt und Hochschullehrer.

## Leben
Axel von Werder entstammt dem Adelsgeschlecht von Werder. Seine Eltern waren Wilhelm von Werder und Helga Schmidt. Er hat noch einen älteren Bruder Hans Christoph (* 1952). Sein Großvater ist Hans Klaus von Werder, sein Urgroßvater Nikolaus von Werder. Beide waren Besitzer des Rittergutes Sagisdorf und teils weiterer Nebengüter bei Leipzig. Ebenso gehörte Max von Diringshofen zu seinem direkten Vorfahren.
Er studierte Betriebswirtschaftslehre an der Universität zu Köln. Nach dem Diplom 1981 war er Assistent, zunächst an der Rheinisch-Westfälischen Technischen Hochschule in Aachen, wo er 1986 promovierte, und von 1986 an in Köln. Er habilitierte sich in Köln 1993 und übernahm im gleichen Jahr den Lehrstuhl Organisation und Unternehmensführung an der Technischen Universität Berlin. Weitere Rufe erhielt er an die Universität Bayreuth (1993) und an die Universität Bamberg (1998).
Von 1997 bis 2010 war Axel von Werder Mitherausgeber der Zeitschrift Organization Science. Er ist ferner Leiter des Arbeitskreises Organisation der Schmalenbach-Gesellschaft für Betriebswirtschaft e.V., Sprecher des Berliner Initiativkreises German Code of Corporate Governance (GCCG), Mitglied der Regierungskommission Deutscher Corporate Governance Kodex sowie Vorsitzender des Nominierungsausschusses der Deutschen Prüfstelle für Rechnungslegung (DPR). Er leitet das Berlin Center of Corporate Governance (BCCG), das im Jahr 2002 an Werders Lehrstuhl mit Unterstützung aus der Wirtschaft gegründet wurde.

## Veröffentlichungen
(Auswahl)
- Organisationsstruktur und Rechtsnorm. Implikationen juristischer Vorschriften für die Organisation aktienrechtlicher Einheits- und Konzernunternehmungen. Wiesbaden 1986.
- mit Ulrich Klinkenberg, Erich Frese: Produkthaftungs-Management – Empirische Untersuchungen und Handlungsempfehlungen zur Risikominderung für mittelständische Unternehmungen. Stuttgart 1990.
- Unternehmungsführung und Argumentationsrationalität – Grundlagen einer Theorie der abgestuften Entscheidungsvorbereitung. Stuttgart 1994.
- mit Anke Nestler: Organisation des Umweltschutzes im Mittelstand. Konzeption, Praxiserfahrungen, Gestaltungsempfehlungen. Wiesbaden 1998.

## Genealogie
- Genealogisches Handbuch der Adeligen Häuser. A (Uradel), Band III, Band 15 der Gesamtreihe GHdA, Hrsg. Deutsches Adelsarchiv, Hans Friedrich von Ehrenkrook, Friedrich Wilhelm Euler, C. A. Starke Verlag, Glücksburg (Ostsee) 1957, S. 509–510.